# Ридль, Феликс Виктор
Феликс Виктор Ридль (пол. Feliks Wiktor Riedl) — польский повстанец, каторжник.
Феликс Виктор Ридль до 2023 года считался самым молодым участником польского национального восстания 1863 года — принял в нём участие в возрасте около 13 лет. Исследования 2023 года показали, что самым младшим участником восстания являлся Людвик Руш, на 12 дней моложе Ридля (род. 18 августа 1850). Сражался в отряде под командованием Марцина Борелёвского в Люблинской губернии. Принял участие в нескольких сражениях. Ранен, и взят в плен регулярными войсками в бою на Совиной Горе 6 сентября 1863 года. В 1864 году приговорен к 15-летней каторге и сослан в Томск. Возможно, Ридль — это также самый молодой польский каторжник.
Когда вернулся в Польшу, вступил в орден иезуитов. Около 1880 года написал свои воспоминания. Его произведение «Wspomnienie z powstania 1863 roku i z drogi na zesłanie w 1864 roku» («Воспоминания о восстании 1863 года и о дороге в ссылку в 1864 году») опубликовал в 1891 году профессор Элигиуш Козловский.